# Теджиси
Теджиси (груз. თეჯისი, азерб. Təcis) — село Цалкского муниципалитета, края Квемо-Картли республики Грузия со 100 %-ным азербайджанским населением. Входит в общину Теджиси. Является вторым по численности населения азербайджанским селом данного муниципалитета.

## География
Граничит с селами Ахалшени (быв. Кариаки), Сабечиси (быв. Каракоми), Чивткилиса, Тазахараба, Арджеван-Сарвани и Барети (быв. Башкой) Цалкского Муниципалитета.

## Население
По данным Государственного статистического комитета Грузии, согласно официальной переписи 2002 года, численность населения села Теджиси составляет 607 человек и на 100 % состоит из азербайджанцев.

## Экономика
Население в основном занимается овцеводством, скотоводством и овощеводством.

## Достопримечательности
- Мечеть
- Средняя школа[6]

## Интересные факты
18 марта 2012 года, в 11 часов утра, в 40 километрах от Тбилиси были зафиксированы подземные толчки. Эпицентр землетрясения силой в 3,7 балла находился в Цалкском районе Грузии у села Теджиси. Землетрясение не вызвало разрушений и жертв.